# Hundimiento del Atlantic Conveyor
El hundimiento del Atlantic Conveyor fue una operación realizada por la Armada Argentina el 25 de mayo de 1982 durante la Guerra de las Malvinas.
El 25 de mayo, Puerto Argentino informó al Comando de la Aviación Naval sobre la posición de un portaaviones a 100 millas al noroeste de las Islas Malvinas y se ordenó un ataque con los aviones Super Étendard (SUE). En Río Grande se alistaron los dos aviones de la 2.ª Escuadrilla Aeronaval de Caza y Ataque con el capitán de corbeta Curilovic, y el teniente de navío Barraza.
Los aviones despegaron a las 14:30 y efectuaron su reabastecimiento en vuelo sin dificultad. Los sendos Super Étendard iniciaron su recorrido y a más de 270 millas del blanco pasaron a la aproximación rasante a 500 nudos de velocidad. Los aviones estuvieron casi cuatro horas volando cuando regresaron a la base de donde habían salido.
Cuando llegaron a la distancia adecuada fueron lanzados dos misiles, uno por cada avión, a una distancia similar a la utilizada en el lanzamiento al HMS Sheffield, saliendo los dos misiles de la misma forma en óptimas condiciones.
Los misiles Exocet se dirigan a la fragata HMS Ambuscade cuando está misma supo de los misiles por su radar, lanzó los señuelos antimisiles. El chaff hizo que los dos Exocet se desvíen, después de que pasarán la nube de lámina buscaron un nuevo navío.
El SS Atlantic Conveyor navegaba a dos millas de los aviones cuando los dos misiles impactaron sobre la banda de babor, explotando en su interior. En la cubierta donde explotaron los misiles había camiones cargados de gasolina que se incendiaron, propagándose el fuego al resto del buque. El ataque produjo la muerte de 12 personas. También se perdieron diez helicópteros que cargaba el buque Atlantic Conveyor (seis Wessex, un Lynx y tres Chinook), 45 vehículos blindados Volvo BM Bv 202 y recursos y elementos utilizados en tierra por las fuerzas inglesas como bombas, carpas y materiales para realizar una pista de aterrizaje. Fue la mayor pérdida logística para los británicos. Además de la pérdida de los valiosos helicópteros; para llevar adelante sus operaciones tuvieron que buscar alternativas que requirieron esfuerzos muy grandes. Todo esto afectó el desempeño de Inglaterra en operaciones posteriores. Luego del ataque, los ingleses navegaron por el Este de las Islas Malvinas, evitando el norte y el sur. Agregaron aún más defensas a los buques.
Las primeras noticias las dio las BBC esa noche, informando que hubo ataques y que había un buque gravemente dañado. Al día siguiente se completó la información comunicando que el destructor HMS Coventry había sido hundido y el SS Atlantic Conveyor se había incendiado y fue abandonado. 600 jeeps ligeros Land Rover fueron reportados como perdidos
Por esta acción el capitán de corbeta Curilovic y el teniente de navío Barraza fueron condecorados con la medalla de «Honor al valor en combate».